# Apamea alpigena
Apamea alpigena is een vlinder uit de familie uilen (Noctuidae). De wetenschappelijke naam is voor het eerst geldig gepubliceerd in 1837 door Boisduval.
De soort komt voor in Europa.